# Nigerská aliance pro demokracii a pokrok
Nigerská aliance pro demokracii a pokrok (francouzsky Alliance nigérienne pour la démocratie et le progrès, ANDP) je politická strana v Nigeru. Od jejího založení do roku 2009 byl předsedou této strany Moumouni Adamou Djermakoye. Po jeho smrti se předsedou strany stal jeho bratr Moussa Moumouni Djermakoye.

## Historie

### 20. století
Moumouni Adamou Djermakoye byl vůdce jedné ze dvou frakcí, které se v roce 1991 vytvořily v Národním hnutí za rozvoj společnosti (MNSD). Djermakoye patřil k etnické skupině Džermů. Toto etnikum dříve v MNSD vládlo, ale vůdce soupeřské frakce Mamadou Tandja byl v listopadu 1991 zvolen předsedou strany. K jeho vítězství vedla podpora členů strany, kteří nepatřili k Džermům. Djermakoye se poté oddělil od MNSD a založil Klub přátel Moumouniho Adamoua Djermakoyeho (CAMAD), která se později přejmenovala na Nigerskou alianci pro demokracii a pokrok (ANDP).
Djemarkoye kandidoval za nově založenou stranu v prezidentských volbách v roce 1993. Se ziskem 15,24 % hlasů skončil na čtvrtém místě a nepostoupil do druhého kola voleb. ANDP jako člen koalice Aliance sil změny (AFC) podpořila ve druhém kole Mahamaneho Ousmaneho z Demokratické a sociální konvence, který ve druhém kole voleb zvítězil. ANDP byla součástí AFC, která v parlamentních volbách v roce 1993 získala většinu. ANDP ve volbách získala 11 křesel a Djermakoye se stal předsedou Národního shromáždění.
Koalice AFC se rozpadla v září 1994, kdy ji opustila Nigerská strana pro demokracii a socialismus (PNDS). Rozpad koalice vedl k předčasným parlamentním volbám v lednu 1995, ve kterých byla koalice AFC poražena opoziční koalicí složenou z MNSD a PNDS. ANDP v těchto volbách získala 9 mandátů a zůstala v rámci koalice AFC v opozici.
Po lednovém státním převratu v roce 1996 Djermakoye opět neúspěšně kandidoval za ANDP v prezidentských volbách, které se konaly v červenci 1996. V nich získal 4,77 % hlasů a obsadil páté místo. Ve volbách již v prvním kole zvítězil Ibrahim Baré Maïnassara, kterého po jeho vítězství ANDP podpořila. V parlamentních volbách v listopadu 1996, které byly bojkotovány opozicí, získala ANDP osm mandátů a stala se druhou největší stranou v Národním shromáždění. Na začátku roku 1998 se ANDP připojila k proprezidentské alianci tří stran, Alianci demokratických a sociálních sil. Dne 28. dubna 1998 Djermakoye oznámil, že se ANDP rozešla s Maïnassarou.
Po dalším puči v roce 1999 při němž byl Maïnassara zabit, byl Djermakoye prezidentským kandidátem strany v říjnových všeobecných volbách a skončil na pátém místě se ziskem 7,73 % hlasů. Ve stejných volbách získala ANDP čtyři křesla v Národním shromáždění. Do druhého kola voleb podpořil Djermakoye kandidáta PNDS Mahamadoua Issoufoua, který byl však ve druhém kole poražen kandidátem MNSD Tandjou. Po volbách se ANDP dostala do opozice.

### 21. století
V červenci 2002 se ANDP připojilo k parlamentní většinové koalici, Alianci demokratických sil. Djermakoye se v listopadu 2002 stal státním ministrem a tuto funkci zastával do prosince 2004.
Dne 19. září 2004 na třetím mimořádném sjezdu strany byl Djermakoye opět zvolen jako její kandidát do prezidentských voleb, které se konaly v témže roce. V nich získal 6 % hlasů a obsadil páté místo. Podobně jako další tři kandidáti, kteří byli vyřazeni v prvním kole, podpořil ve druhém kole Tandju. Ve volbách do Národního shromáždění získala ANDP 5,44 % hlasů, které ji zajistily pět mandátů.
V červnu 2009 Djermakoye zemřel. Ve stejném roce strana jako součást koalice Aliance pro koordinaci sil pro demokracii a republiku bojkotovala parlamentní volby.
Na mimořádném sjezdu strany dne 20. června 2010 byl za předsedu strany zvolen bratr zemřelého předsedy, Moussa Moumouni Djermakoye. Při volbě předsedy získal 278 hlasů, zatímco jeho oponent Ali Seyni Gado získal 66 hlasů a Amadou Nouhou 85 hlasů. Poté, co byl prezident Tandja zbaven funkce během státního převratu, kandidovala ANDP ve všeobecných volbách v roce 2011. Prezidentským kandidátem strany byl její předseda Moussa Moumouni Djermakoye, který v nich získal 4 % hlasů a skončil šestý. V Národním shromáždění strana získala 6 křesel.
Na šestém řádném kongresu ANDP konaném ve dnech 9. až 10. května 2015, byl Djermakoye znovu zvolen předsedou strany. Do prezidentských voleb konaných v únoru 2016 strana nenominovala žádného kandidáta. V prvním kole se rozhodla podpořit kandidaturu úřadujícího prezidenta Mahamadoua Issoufoua. V Národním shromáždění ANDP ztratila dvě křesla a získala čtyři mandáty. V listopadu 2017 zemřel předseda strany Moussa Moumouni Djermakoye. Prozatímním předsedou strany se stal její místopředseda Sani Ousmane. Novým řádným předsedou byl v září 2018 zvolen ministr pro těžbu Moussa Hassane Barazé.
Ve volbách v roce 2020 strana získala 3 ze 171 křesel v Národním shromáždění. Předseda strany Barazé za ni ve stejných volbách kandidoval na post prezidenta. Získal 2,4 % hlasů a ze třiceti kandidátů skončil osmý.